# Relè

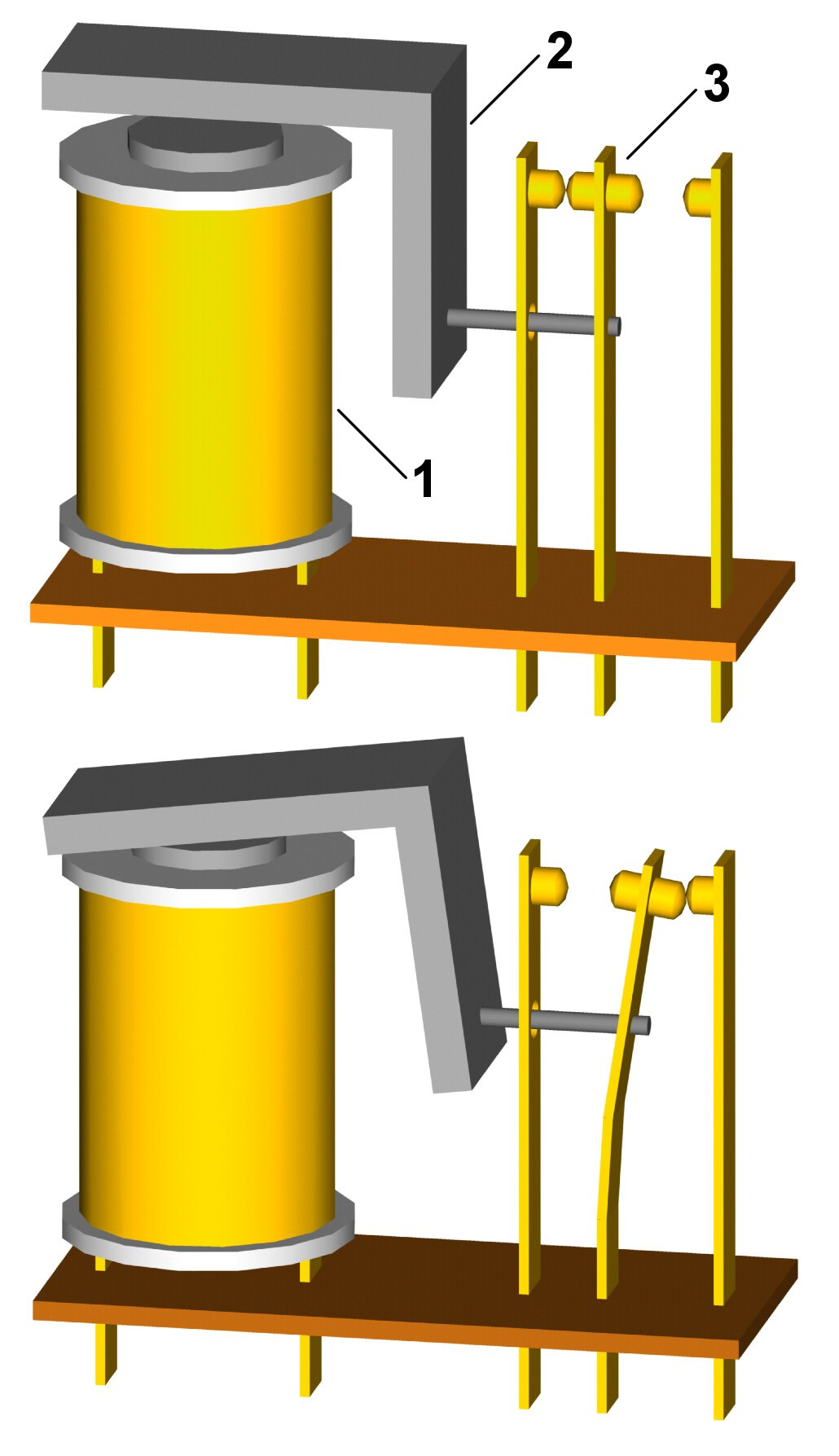
Immagine che schematizza il funzionamento di un relè.
Legenda:
1. Bobina
2. Ancora
3. Contatto mobile

Il relè (dal francese "relais";  si rimanda alla sezione "caratteristiche" per l'etimologia) è un componente elettricomeccanico il cui funzionamento avviene mediante un elettromagnete costituito da una bobina di filo conduttore elettrico, generalmente di rame, avvolto intorno a un nucleo di materiale ferromagnetico. Al passaggio di corrente elettrica nella bobina, l'elettromagnete attrae l'ancora alla quale è vincolato il contatto mobile che quindi cambierà posizione. Nella figura a fianco è rappresentato un relè con tre contatti: uno mobile e due fissi. Quando il relè è a riposo il contatto mobile è in contatto con uno dei due contatti fissi. Quando il relè è "eccitato", cioè quando la bobina è percorsa da corrente elettrica, la situazione si inverte e il contatto mobile si sposta sull'altro contatto.

## Storia
Nel 1833, Carl Friedrich Gauss e Wilhelm Eduard Weber svilupparono un relè elettromagnetico.
Lo scienziato statunitense Joseph Henry è spesso citato per una presunta invenzione di un relè nel 1835 per migliorare la sua versione del telegrafo elettrico, sviluppata precedentemente nel 1831.
Si sostiene che l'inventore inglese Edward Davy "abbia certamente inventato il relè elettrico" nel suo telegrafo elettrico.
Un altro semplice dispositivo, che ora è chiamato normalmente relè, è stato incluso nel brevetto del 1880 per il telegrafo di Samuel Morse. Il meccanismo descritto funzionava come un amplificatore digitale, ripetendo il segnale del telegrafo e consentendo così la propagazione dei segnali fino al punto desiderato.
La parola relè appare nel contesto delle operazioni elettromagnetiche del 1860.

## Caratteristiche
I contatti del relè costituiscono gli interruttori o gli scambi, il cui stato (aperto o chiuso) dipende dall'eccitazione dell'elettromagnete. Ad esempio, un relè con due contatti può funzionare come interruttore, mentre un relè con tre contatti può funzionare come commutatore. Per ciascun interruttore o commutatore sono presenti un contatto mobile e, rispettivamente, uno o due contatti fissi. In quest'ultimo caso il contatto mobile è situato tra i due contatti fissi.
Quando l'elettromagnete di un comune relè a tre contatti è a riposo, il contatto mobile risulta elettricamente connesso a un contatto fisso formando un circuito chiuso; un terzo contatto, anch'esso fisso, risulta invece disconnesso (circuito aperto). Quando l'elettromagnete viene eccitato la situazione si inverte: il contatto mobile si sposta disconnettendosi dal primo contatto fisso e connettendosi all'altro. I contatti fissi sono quindi rispettivamente detti normalmente chiuso (NC) e normalmente aperto (NO), in chiaro riferimento allo stato normale (cioè quando l'elettromagnete è diseccitato).
I relè con due contatti sono generalmente di tipo normalmente aperto. Esistono in commercio relè con un numero di contatti multiplo di due o di tre, dove cioè sono presenti più interruttori o deviatori comandati simultaneamente dallo stesso elettromagnete.
Il termine "relè" deriva dal francese relais, che indicava ognuna delle stazioni di posta dove i messi postali, durante il loro itinerario, potevano cambiare i cavalli in modo da svolgere più celermente il loro servizio; per analogia, ai primordi della telegrafia, si usò il termine relè nell'indicare i dispositivi grazie ai quali si trasferiva un messaggio in codice Morse da una stazione di partenza a una stazione di arrivo, come se un virtuale messo postale si servisse di tali dispositivi per arrivare finalmente alla meta. Di fatto un rilancio del segnale. Il termine rilancio (relay) in lingua inglese è indifferentemente usato per il "relè", descritto in questa pagina, e per "ripetitore", apparecchio che funge da ponte radio in radiocomunicazione: quest’ultimo significato è ereditato anche in lingua italiana come anglicismo.

## Classificazione
I relè vengono classificati in base alla grandezza alla quale sono sensibili:
- Voltmetrici
- Wattmetrici
- Amperometrici
- Tachimetrici
- Frequenzimetrici
- A impedenza

Grazie all'utilizzo di trasduttori queste grandezze possono anche non essere elettriche.
Ulteriore classificazione è fatta in base al principio di funzionamento:
- Magnetico
- Termico
- Magnetotermico
- A induzione

La suddivisione può essere fatta in base al valore della grandezza misurata:
- Di massima
- Di minima
- Differenziale

## Tipi di contatti
| Sigla e abbreviazioni | Significato della sigla                                                                         | Nome britannico                               | Nome americano                               | Descrizione | Simbolo |
| --------------------- | ----------------------------------------------------------------------------------------------- | --------------------------------------------- | -------------------------------------------- | --- | ------- |
| SPST                  | Singolo polo, singolo contatto (Single pole, single throw)                                      | Una via                                       | Due vie                                      | È un semplice interruttore on-off: agendo sull'interruttore i due contatti possono essere connessi e disconnessi tra di loro. |         |
| SPDT                  | Singolo polo, doppio contatto (Single pole, double throw)                                       | Due vie                                       | Tre vie                                      | Semplice deviatore con un contatto (COM, Common) che può essere connesso o con L1 o con L2.                                   |         |
| SPCO SPTT, c.o.       | Deviatore con posizione centrale stabile (Single pole, change over o Single Pole, Triple Throw) |                                               |                                              | Simile al SPDT. Il contatto SPCO/SPTT presenta un'altra posizione stabile centrale non collegata agli altri due terminali.    |         |
| DPST                  | Doppio polo, singolo contatto (Double pole, single throw)                                       | Doppia via                                    | Doppia via                                   | Questo interruttore equivale a due SPST controllati da un singolo meccanismo.                                                 |         |
| DPDT                  | Doppio polo, doppio contatto (Double pole, double throw)                                        |                                               |                                              | Equivalente a due SPDT controllati da un solo meccanismo.                                                                     |         |
| DPCO                  | Deviatore con posizione centrale stabile (Double pole, change over o Double Pole, Triple Throw) |                                               |                                              | Equivale a due DPDT. Presenta un'altra posizione stabile centrale non collegata.                                              |         |
|                       |                                                                                                 | Interruttore intermedio (Intermediate switch) | Interruttore a quattro vie (Four-way switch) | Invertitore. I due conduttori di ingresso, dopo l'eccitazione della bobina, si presentano in uscita invertiti tra loro.       |         |

## Evoluzione dei relè
Dato un numero elevatissimo di relè installati in tutto il mondo, sono state concepite negli anni ben tre generazioni di relè.
- Prima generazione: in questa generazione troviamo i più semplici e ingombranti dispositivi, che inoltre richiedono una notevole energia per funzionare. Vengono comunque utilizzati al giorno d'oggi per impianti di illuminazione e nella conduzione di macchine elettriche.
- Seconda generazione: questi relè si trovano di dimensioni piuttosto ridotte, e nonostante ciò godono di un'ottima efficienza e richiedono una ridotta quantità di corrente elettrica. Vengono adottati in ambiti medici, di telecontrollo e in dispositivi elettrici d'ufficio.
- Terza generazione: derivati da quelli di seconda generazione, questi relè hanno spesso incorporato un circuito integrato, il quale aumenta le prestazioni e il numero di compiti che potrebbe svolgere, anche grazie alle ridotte dimensioni ma soprattutto alla possibilità di essere programmato. Prende così il nome di relè IC.

## Tipo di funzionamento
Esiste in commercio una grande varietà di relè, le cui caratteristiche elettriche essenziali si possono ricondurre a:
- Eccitazione comune: un contatto è collegato direttamente a un capo della bobina; solitamente il valore dell'alimentazione della bobina è la tensione di rete (230 volt);
- Eccitazione separata: alimentazione bobina e contatti di potenza isolati; solitamente l'alimentazione della bobina, in questi casi è a bassa tensione (12, 24 o 48 volt);
- Dati elettrici dell'ingresso di comando: tensione, frequenza e corrente assorbita;
- Capacità di commutazione dei contatti: corrente nominale massima, potere di interruzione; i relè in grado di commutare potenze elevate sono detti teleruttori;
- Livello di isolamento tra i due circuiti, solitamente dell'ordine di centinaia o migliaia di volt.

Per quanto riguarda la logica di funzionamento una classificazione può essere la seguente:

### Monostabili
Una sola posizione dei contatti è stabile, mentre l'altra si ha solamente quando è presente il segnale di eccitazione in ingresso: ad esempio sono relè monostabili quelli che controllano i potenti motori di grosse macchine operatrici, come i carri ponte, i quali sono comandati da circuiti a bassa tensione per motivi di sicurezza.
Alcuni modelli impiegano un tempo prefissato per modificare lo stato di commutazione: questi si definiscono relè temporizzati; più precisamente, esiste un ritardo stabilito tra l'applicazione del segnale e la commutazione del circuito, ci sono vari modelli di relè temporizzati: ritardati nell'eccitazione o nella diseccitazione, a colpo singolo o ciclico. cioè nell'aprire o chiudere il circuito in ogni situazione.
Un metodo, in uso da tempo per ritardare la chiusura, consiste nel realizzare l'ancora mobile accoppiando due metalli con caratteristiche di dilatazione differenti in una lamina (perciò detta bi-metallica): una resistenza elettrica avvolta intorno alla lamina costituisce l'elemento che fornisce calore per la lenta dilatazione asimmetrica della lamina del contatto mobile fino allo scatto in chiusura. Il comando è costituito dall'applicazione di una tensione alla resistenza. Questo tipo di relè è definito "a bi-metallo". Un tipo in ampolla in vetro sottovuoto, era impiegato dal costruttore Tektronix nei propri oscilloscopi a valvole, per ritardare l'applicazione della tensione anodica fintanto che i catodi riscaldati dai filamenti non fossero alla temperatura di lavoro.

### Bistabili
Che possono essere raggiunte con l'applicazione di un segnale su uno dei due ingressi corrispondente alla posizione. Questa funzionalità è anche detta a flip-flop. Caratteristiche di questi modelli sono l'assenza di consumo energetico per mantenere la posizione e persistenza dello stato anche dopo lo spegnimento dell'apparecchiatura che li impiega. Si dice che le apparecchiature appartenenti a questa categoria siano dotate di memoria, in quanto memorizzano il segnale che le attiva (eccitando la bobina).
In funzione del sistema che mantiene l'ultima posizione raggiunta i relè bistabili possono essere ulteriormente catalogati in relè a ritenuta magnetica o a ritenuta meccanica. I primi vengono eccitati tramite l'alimentazione della bobina di eccitazione e rimangono nella posizione "1" tramite un magnete permanente. La bobina di diseccitazione crea un campo magnetico che si oppone a quello prodotto dal magnete permanente e determina il ritorno alla posizione "0" per effetto della gravità o di una molla di richiamo. Nei relè a ritenuta meccanica la posizione raggiunta viene bloccata da un arpionismo meccanico che viene sganciato dalla bobina di diseccitazione.

### Passo-passo
Il relè passo-passo venne brevettato nel 1949 da Piero Giordanino, che nel 1954 fondò la Finder, azienda torinese leader italiana nel settore. Una serie ciclica di configurazioni dei contatti viene percorsa, avanzando di un passo a ogni impulso applicato all'ingresso. Sono costituiti da un contatto posizionato su una camma a sezione quadrata che a ogni impulso ruota di un ottavo di giro (passo), il contatto si può trovare sul lato del quadro (contatto chiuso), oppure sul vertice del quadro (contatto aperto), e così in successione. Sono di questo tipo i relè che controllano l'accensione e lo spegnimento degli impianti di illuminazione, civili o industriali, con comando da più di due punti: più pulsanti collegati fra di loro in parallelo controllano l'eccitazione della bobina del relè. Ogni volta che la bobina viene eccitata con la pressione di un qualsiasi pulsante, la camma ruota di un passo e, a causa della sua conformazione, alterna a ogni azionamento una posizione del contatto chiuso a una del contatto aperto.
Simili modalità di funzionamento sono applicate nei vecchi programmatori meccanici delle lavatrici e delle lavastoviglie.

### A impulsi
Si definiscono in questo modo i relè che permettono un loro funzionamento tramite un'alimentazione limitata nel tempo, appunto impulsivamente, generalmente i relè che possono essere alimentati in questo modo possono essere del tipo temporizzato/monostabile e/o passo-passo.

### A disco
Il relè a disco è ampiamente utilizzato in Italia per garantire la sicurezza nella logica di funzionamento degli impianti ferroviari. Il relè viene normalmente usato come relè di controllo di posizione del relè schermo dei segnali permanentemente luminosi (solo negli impianti molto vecchi, successivamente il controllo di posizione è stato realizzato in corrente continua, oggigiorno i segnali sono statici quindi quel controllo è stato eliminato) e come relè dei circuiti di binario alimentati in corrente alternata.
Il principio di funzionamento, simile a quello dei contatori di energia tradizionali, quelli a disco che fino a pochi anni fa misuravano l'energia utilizzata nelle nostre case (i kWh), garantisce che un opportuno disco disposto all'interno del relè si muova solo se la coppia motrice, proporzionale al prodotto di due correnti sinusoidali e dello sfasamento tra di esse, superi un valore minimo preimpostato.
Il relè è previsto per il funzionamento in corrente alternata alle frequenze di 50, 75 e 83,3 Hz. Le due tensioni sinusoidali vengono denominate "Campagna" e "Locale". Se lo sfasamento delle due tensioni sinusoidali è di circa 90°, la frequenza è quella di progetto, il valore fisso della Locale è di circa 80 V CA mentre quello variabile della Campagna (sfasato in anticipo rispetto alla locale) è di circa 16/18 V CA il relè si eccita. Quindi la presenza o meno della tensione di Campagna determina l'eccitazione o la diseccitazione del relè, la diseccitazione è comunque garantita (in assenza di tensione) dalla caduta per gravità del disco.

### Speciali
Specialmente nel passato, prima dell'avvento della microelettronica erano impiegati relè dal funzionamento particolare, come quelli per la selezione decadica telefonica e i relè ripetitori per il segnale del telegrafo.

### Amperometrici
La bobina viene inserita in serie sul circuito di un utilizzatore del quale si vuole controllare l'assorbimento o il regolare funzionamento. La bobina ha una resistenza interna propria molto bassa per influenzare il meno possibile la corrente assorbita dal carico e la corrente che l'attraversa dipende quindi dalla corrente assorbita dal carico. Se la corrente raggiunge un valore sufficiente il relè si eccita. È usato in ferrovia per controllare l'accensione delle lampade dei segnali. Sono caratterizzati da un rapporto di diseccitazione molto alto (0,6 contro gli 0,4 dei relè normali) ovvero la corrente di diseccitazione è uguale a 0,6 volte quella di eccitazione. Questa caratteristica serve per determinare la diseccitazione del relè non solo nel caso che una lampada si fulmini riducendo a zero la corrente assorbita ma anche nel caso che un difetto nel circuito determini un abbassamento della corrente e quindi una riduzione di luminosità della lampada.

### Differenziali
Il relè esegue un raffronto fra le correnti che attraversano due bobine del relè indipendenti fra loro e interviene al raggiungimento della differenza impostata in fase di progetto e taratura. Sono un esempio i comuni salvavita. Le correnti in ingresso e in uscita dal nostro circuito di casa verso la rete di distribuzione devono essere uguali e il salvavita lo verifica. Se una persona tocca un punto in tensione dell'impianto una parte di corrente passa da una fase della rete a terra attraversando il corpo. Il salvavita rileva una corrente in ingresso superiore alla corrente in uscita, dove la differenza è la corrente che sta attraversando il corpo, e interviene interrompendo l'erogazione di energia all'impianto. Ecco perché il relè differenziale, utilizzato per quello specifico scopo, è comunemente definito salvavita.

### Temporizzati
Sono relè in grado di eccitarsi con un ritardo rispetto all'istante nel quale vengono alimentati (ritardo alla eccitazione) o in grado di diseccitarsi con ritardo rispetto al momento dell'interruzione dell'alimentazione (ritardo alla diseccitazione). Erano oggetti piuttosto complessi che utilizzavano, ad esempio, membrane con fori calibrati e regolabili che lasciavano passare dell'aria con tempi regolabili. Sono stati ormai sostituiti da semplici circuiti elettronici. Brevi ritardi alla diseccitazione (dell'ordine di pochi secondi) sono oggi ottenuti collegando in parallelo alla bobina un condensatore che si carica nella fase di alimentazione e continua a eccitare il relè al cessare dell'alimentazione.

## Tipologia
Se ne possono trovare elettronici, elettromagnetici, a induzione, a semiconduttore e termici. Il relè elettromagnetico è il più diffuso ed è costituito da un elettromagnete.

### A elettromagnete

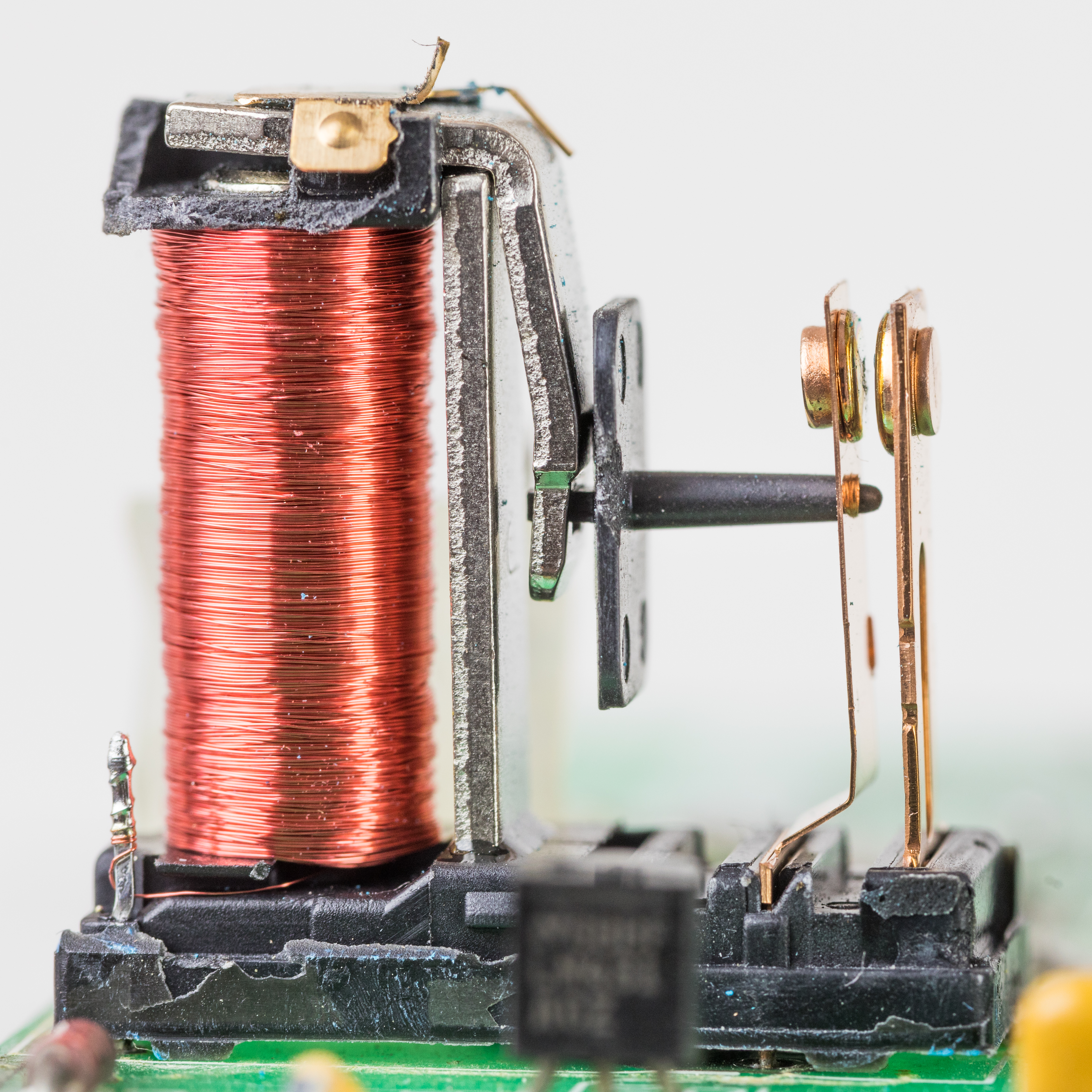
Un relè a elettromagnete senza il suo contenitore plastico

Il relè a elettromagnete è il tipo di relè più diffuso, dove i contatti e l'elettromagnete sono contenuti in un piccolo contenitore, generalmente in plastica. Questi contatti vengono modificati tramite l'eccitazione e diseccitazione dell'elettromagnete, il quale tramite un rinvio modifica lo stato dei contatti elettrici.
Questo tipo di relè viene connesso solitamente con un semiconduttore, detto diodo volano, collegato in parallelo al solenoide, per migliorarne il funzionamento in regime di transitori veloci, questo a causa del solenoide che che si comporta come un induttore.

### Dry-reed

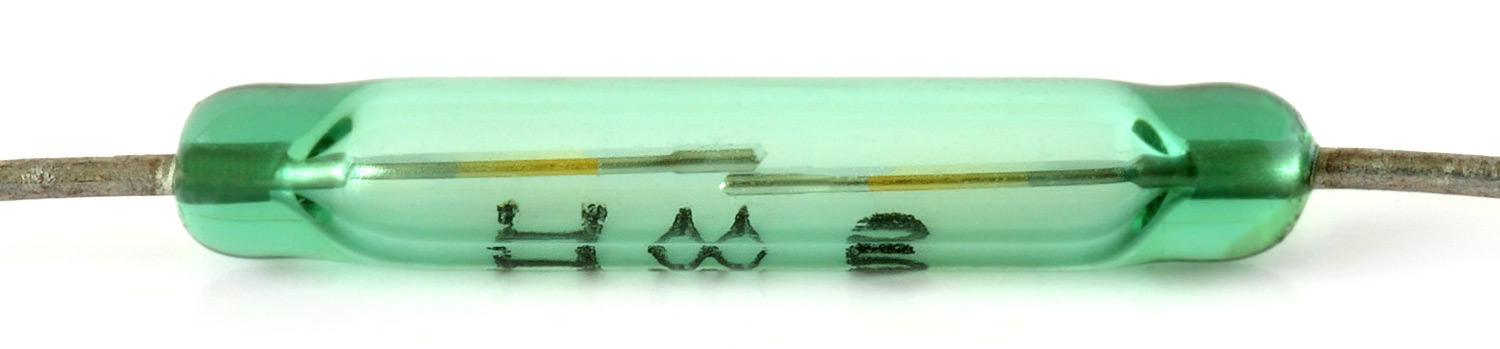
Bulbo di un relè reed

Il dry-reed è un tipo di relè monostabile in cui i contatti sono contenuti in un'ampolla in vetro sigillata ermeticamente, al cui interno è stato immesso gas inerte. Le due lamine metalliche che costituiscono il contatto sono realizzate in materiale ferromagnetico, in modo tale che investite da un campo magnetico esterno si magnetizzino temporaneamente e si attraggano tra loro. Esiste anche una versione con contatto normalmente chiuso, realizzato con una lamina in materiale non ferromagnetico che è in contatto con una lamina in posizione di riposo. Esiste una versione con una terza lamina, impiegata nella funzione di deviatore.
Vantaggio di questo dispositivo è la bassa usura nel tempo, dovuta alla totale protezione dei contatti da polvere e umidità, nonché il ridotto rischio di innesco di archi voltaici. La chiusura del contatto può avvenire tramite un solenoide che circonda il bulbo, oppure con un elettromagnete, ma anche con un campo prodotto da un magnete avvicinato al dispositivo. Questo sistema è usato nei contatti magnetici degli antifurto.

### A mercurio
Un tipo simile ai dry-reed, la cui lamina mobile, sfruttando il fenomeno di capillarità, è costantemente bagnata di mercurio, metallo liquido, amagnetico e conduttivo. Hanno il vantaggio di avere una bassa usura dei contatti, ma possono lavorare in una sola posizione.

### A stato solido
Chiamati anche "statici" o "circuiti a PWM", disponibili per lavorare con tensioni alternate, hanno la caratteristica di non avere contatti meccanici. Sono costituiti da due circuiti elettronici separati galvanicamente tra loro tramite un fotoaccoppiatore (più spesso con optotriac: un fotoaccoppiatore con un fototriac al posto del fototransistor), la parte operante in serie al carico, è costituita da un triac, attivato e disattivato tramite un segnale a livello logico che pilota il fotoaccoppiatore. Esiste un tipo definito "zero crossing", che effettua la chiusura e l'apertura del circuito, in prossimità del passaggio sullo zero della sinusoide, minimizzando il picco di corrente generato sulla linea. Sono forniti per potenze varie, da pochi watt a qualche chilowatt. Il loro costo è elevato, virtualmente immuni da usura, sono impiegati in circuiti sottoposti ad alta frequenza di azionamento e dove necessita alta affidabilità nel tempo.

### A circuito integrato
La funzione relè può essere svolta anche da dispositivi a circuito integrato, in applicazioni in cui la corrente e la tensione siano di piccolo valore e sia richiesta alta affidabilità e velocità di commutazione, questo tipo di dispositivo viene largamente impiegato; sono chiamati commutatori analogici (analog switches) e i produttori sono gli stessi dei circuiti integrati. L'apertura e chiusura del circuito avviene attraverso una giunzione, pertanto non soggetta a usura, a differenza di un contatto meccanico. Inizialmente un loro limite era costituito dal valore resistivo del "contatto", se in apertura essendo dell'ordine dei gigaohm equivale a un contatto aperto, in chiusura non scendeva al di sotto di qualche decina di ohm, valore sufficientemente basso per la maggior parte delle applicazioni; i dispositivi attuali presentano valori in chiusura inferiori all'ohm e frequenze di lavoro di centinaia di MHz. Il comando di attivazione è costituito da un segnale a livello logico. Va inoltre tenuto presente che tali circuiti non hanno isolamento galvanico tra segnale di attivazione e circuito controllato. Il package può essere plastico, ceramico o metallico. La funzione del circuito può essere molto semplice, come un singolo interruttore, oppure più complessa, come un multiplexer. Storico produttore specializzato in questi dispositivi è Siliconix.

## Degrado e usura
In questi dispositivi la corrente che scorre nel contatto è molto piccola, ma è causa nel tempo di formazione di ossido sulla superficie dei contatti, impedendo il passaggio della corrente. Per questo alcuni relè adottano come accorgimento l'auto-pulizia, cioè prevedono volutamente che in fase di chiusura e apertura i contatti debbano strisciare leggermente fra di loro. Nel caso in cui questi dispositivi vengano usati inappropriatamente, quindi con carichi con un elevato assorbimento, si può andare facilmente incontro a un incollaggio dei contatti elettrici per via della fusione degli stessi.